# Maria Alzira Seixo
Maria Alzira Semião dos Santos Seixo GOIH (Barreiro, Barreiro, 29 de abril de 1941), viveu sempre na Moita até 1966, fixando-se então em Lisboa. É professora catedrática da Faculdade de Letras da Universidade de Lisboa, dedicando-se a estudos de história e crítica literária. É mãe do realizador de cinema José Barahona.

## Vida e obra
Estudou na Faculdade de Letras da Universidade de Lisboa, onde teve como mestres, entre outros, Jacinto do Prado Coelho e David Mourão-Ferreira. Ainda antes de concluir a sua licenciatura em Filologia Românica, foi contratada como professora no Liceu Rainha Dona Leonor, em Lisboa, no ano de 1963-64, e no Liceu Nacional de Setúbal, em 1964-65. De seguida partiu para Paris, tendo frequentado a École Pratique des Hautes Études, onde estudou com Roland Barthes (co-orientador do seu doutoramento) e Greimas, frequentando em simultâneo, na École Normale Supérieure, as aulas de Todorov, Lacan e Kristeva. Tornou-se em 1966 docente do departamento de Literatura Francesa na Faculdade de Letras de Lisboa, tendo posteriormente ensinado Literatura Comparada. Em 1979 concluiu o doutoramento em Literatura Francesa. Foi diretora da Faculdade de Letras durante o mandato de 1996-98, tendo dado início à construção do atual edifício da Biblioteca de Letras. 
Maria Alzira Seixo dedica-se ao estudo da Literatura Portuguesa Moderna e Contemporânea, da Literatura Francesa Clássica e Contemporânea e de questões de pedagogia literária. É autora de obras de investigação nas suas áreas, de ensaios sobre literatura portuguesa e de alguns livros de poesia. Publicou o primeiro livro em 1968, com o título Para um Estudo da Expressão do Tempo no Romance Português Contemporâneo, que inclui estudos sobre a obra de Agustina Bessa Luís, Vergílio Ferreira, Maria Judite de Carvalho e Augusto Abelaira. Frequentou as tertúlias de Carlos de Oliveira e José Gomes Ferreira, e os encontros regulares do que seria mais tarde o Grupo de Música Contemporânea de Lisboa, com Jorge Peixinho e Mário Falcão, e a companhia de Emanuel Nunes, então estudante de Direito.
Criou e dirigiu as revistas Ariane (estudos franceses) e Dedalus, esta última da Associação Portuguesa de Literatura Comparada, instituição que fundou em 1988. A revista Dedalus foi uma das principais responsáveis pela divulgação, em Portugal, do chamado Pós-Modernismo. Tem colaborado na Colóquio/Letras e no Jornal de Letras, Artes e Ideias, e em muitas revistas estrangeiras. Participou na elaboração de antologias de Literatura Portuguesa (Poesia + Prosa, 1 e 2, com Eduardo Prado Coelho; Portugal, a Terra e o Homem, com David Mourão-Ferreira), e na antologia comentada de O Livro do Desassossego de Bernardo Soares, em 1986. Dirigiu a colecção Práticas de Leitura (Editora Arcádia), que publicou textos de problemática marxista, semiológica e estruturalista, a colecção Textos Literários (Editorial Comunicação), de introdução à leitura de escritores portugueses (com 54 volumes publicados sob sua direcção) e a colecção Viagem da Editora Cosmos.
Fundou, em 1987, a Associação Portuguesa de Literatura Comparada, à qual presidiu. Foi também Presidente da Associação Internacional de Literatura Comparada, eleita em Tóquio, 1991, até 1994, Edmonton, e da Federação Internacional de Línguas e Literaturas Modernas, eleita em Harare, 1999, e até 2002, em Bangkok; foi Presidente do Centro Português da Associação Internacional de Críticos Literários, entre 1984 e 1987, sucedendo no cargo a Jacinto do Prado Coelho. 
Foi professora convidada nas Universidades de Poitiers, da Califórnia em Santa Barbara, de Chicago, de Johns Hopkins em Baltimore, e da Polinésia Francesa no Tahiti; leccionou nos Centros Universitários de Faro e do Funchal, e prestou colaboração nas Universidades de Évora e do Minho. Fez conferências e orientou seminários em muitas universidades e instituições culturais dos vários continentes.
A diversidade dos lugares por onde teve ocasião de trabalhar diz do empenho que colocou na difusão da Literatura Portuguesa, a qual quase sempre incluiu nos seus estudos de índole comparatista.  Por outro lado, essa disseminação global ter-lhe-á proporcionado perspectivas de reflexão diferenciadas, nas quais colheu muita da sua formação, de tipo abrangente, e compreensiva dos fenómenos da alteridade.
Entre 1990 e 2000 dirigiu o Seminário de Estudos A Viagem na Literatura, da Comissão Nacional para as Comemorações dos Descobrimentos Portugueses, cientificamente integrado, como grupo de investigação, na Associação Internacional de Literatura Comparada, que realizou seis colóquios internacionais em Portugal e no estrangeiro, e  publicou mais de uma dezena de volumes (com textos em português, francês e inglês) sobre Literatura de Viagens.
No quadro do Erasmus intensive Program, desenvolveu actividade como professora de Literatura Europeia durante seis anos, representando a Universidade de Lisboa, num curso para estudantes da U.E., que abrangia ainda as universidades de Utrecht, Götingen, Paris IV e Lovaina, tendo a primeira sessão desse curso inaugurado, no Convento da Arrábida, as instalações que desde então se consagram a reuniões científicas.
Tem sido membro de júris de prémios literários, entre os quais os da APE, PEN, Dom Dinis, Prémio de Literatura Europeia, Juan Rulfo, Universidade de Évora, Camões e Fernando Namora.
Foi ainda a coordenadora da ne varietur da obra de António Lobo Antunes, de 2002 a 2008, concebendo e preparando, na sequência dessa actividade, o Dicionário da obra deste autor. Actualmente, entre outras actividades relacionadas com o Ensino e a Literatura, dirige a colecção António Lobo Antunes – Ensaio, que publica, na LeYa, textos e teses sobre a obra deste escritor.
Dirige a Colecção Camiliana, da Parceria António Maria Pereira, onde publicou Livro de Consolação, O Livro Negro do Padre Dinis e Memórias do Cárcere.
Colabora regularmente, desde sempre, no Jornal de Letras, Artes e Ideias, com actividade de crítica literária.
Aposentou-se em 2001, continuando, porém, a ser membro do Centro de Estudos Comparatistas, da FLUL, que integra desde a sua fundação.
É Membro do Conselho das Ordens Nacionais.
É sócia correspondente da Classe de Letras da Academia das Ciências de Lisboa.

## Contra o "Acordo Ortográfico"
Desde 2008, sobre a aplicação do Acordo Ortográfico, à semelhança de Vasco Graça Moura, Maria Alzira Seixo tem manifestado a maior discordância. Terá comentado então, numa das suas várias intervenções na televisão: A ortografia não é a roupagem da língua, indiscriminada ou meramente funcional; ela é uma parte basilar e inalienável, de profundo sentido histórico, do seu corpo significante. A ortografia tem um funcionamento orgânico na linguagem, à semelhança da epiderme no corpo humano; esta parece não ser de importância vital na sobrevivência, mas os maus tratos que lhe forem infligidos acabam por provocar, com a continuidade e o grau atentatório, danos gravosos que atingem a integridade do organismo sobre o qual incidem.
Maria Alzira Seixo é hoje um dos signatários da Petição em Defesa da Língua Portuguesa e de uma Iniciativa Legislativa de Cidadãos (ILC) contra o Acordo Ortográfico que decorre em Portugal.